# Ela Rose
Manuela Chereji (* 4. Januar 1990 in Ștei, Rumänien; besser bekannt unter ihrem Pseudonym Ela Rose) ist eine rumänische Dance- und Popsängerin und ein Model.

## Leben
Chereji wurde 1990 in Ștei im Kreis Bihor geboren. Schon in ihrer Kindheit fand sie Gefallen am Singen. In der Schule war sie Mitglied beim Chor und sang u. a. auf Partys, Musikfestivals und Wettbewerben. Nach ihrem Musikstudium an der Avram Iancu Universität zog sie nach Bukarest. Dort absolvierte sie ein Studium für Journalistik an der Universität Bukarest, beschäftigte sich aber nebenbei mit der Musik.
2008 traf sie auf den rumänischen DJ David Deejay, mit dem sie zusammen ihre erste Single I can feel aufnahm und veröffentlichte. Diese wurde sofort ein Hit und von mehreren Radiosendern gespielt. Deejay war es, der sich den Künstlernamen Ela Rose ausgedacht hatte. Chereji gefiel der Name so gut, dass sie ihn gleich danach annahm.
Ein Jahr später erschien ihre zweite Single No U No Love. Der Song entstand gemeinsam mit DJ Gino Manzotti von DJ Project und David Deejay. 2011 veröffentlichte sie das Lied Lovely words, das zuerst in Rumänien, dann aber auch in einigen anderen europäischen Ländern, wie z. B. Griechenland, Bulgarien und Malta die Spitze der Charts erreichen konnte. In Griechenland stieg die Single bis auf Platz 1. 2016 wurde sie Mitglied des Dance-Trios DJ Project und löste Adela Popescu, die bis dahin die weibliche Stimme der Band war, ab. Die erste gemeinsame Single Sevraj wurde noch im selben Jahr veröffentlicht. Nach etwa einem halben Jahr verließ Chereji im September unter unbekannten Gründen DJ Project; ihre Nachfolgerin wurde Xenia Costinar.

## Diskografie
Singles
- 2009: I can feel (feat. David Deejay)
- 2010: Lovely words
- 2011: No U No Love (feat. DJ Gino Mazotti & David Deejay)
- 2012: I'm done (feat. David Deejay)
- 2014: Mi-e frică (feat. Cortes)
- 2015: Dacă tu ai pleca (feat. Doddy)
- 2015: You own my heart (feat. BeatGhosts)

Mit DJ Project
- 2016: Sevraj